# Luc Moens

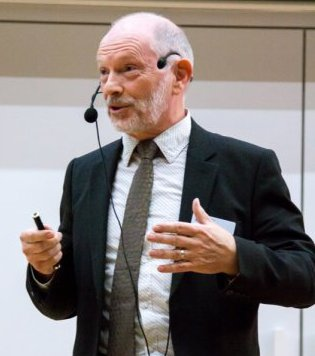
Luc Moens tijdens een academische zitting aan de Universiteit Gent.

Luc Moens (Bornem, 1954) is een Belgisch scheikundige en hoogleraar aan de Universiteit Gent, waar hij van 2005 tot 2013 vicerector was.

## Levensloop
Luc Moens promoveerde tot doctor in 1981 en. Hij werd in 1992 docent en in 2000 hoogleraar en is sinds 2004 gewoon hoogleraar aan de Universiteit Gent. Van 2000 tot 2002 was hij secretaris van de faculteit Wetenschappen, van 2002 tot 2005 decaan van deze faculteit en van 1 oktober 2005 tot 1 oktober 2013 vicerector van de universiteit, waar hij een tandem vormde met rector Paul Van Cauwenberge. Hij werd opgevolgd door ethicus Freddy Mortier. Hij doceert onder meer analytische scheikunde en doet onderzoek in het domein van de ramanspectroscopie en de XRF-spectrometrie voor hun toepassing bij de analyse van kunstvoorwerpen en archeologische artefacten. Tijdens zijn mandaat als vicerector was zijn onderzoeksactiviteit sterk verminderd.
Moens is Grootofficier in de Kroonorde per KB van 10 augustus 2015.
- Bibsys: 90692453
- Bibliothèque nationale de France: cb120551228 (data)
- CiNii: DA10479785
- Gemeinsame Normdatei: 132920700
- International Standard Name Identifier: 0000 0000 3082 0676
- Library of Congress Control Number: n93086999
- Nationale Bibliotheek van Israël: 987007441906205171
- Nederlandse Thesaurus van Auteursnamen: 131948962
- Système universitaire de documentation: 028787935
- Virtual International Authority File: 29554077
- WorldCat: E39PCjyckmDRBf6bcmxP6PWMj3